# Ahmed Esad Efendi
Ahmed Esad Efendi (Salihzade Ahmet Esat Efendi - 1740 - 23 de desembre de 1814) fou un xaikh al-Islam otomà, fill del xaikh al-Islam Mehmed Salih Efendi. Fou kazasker d'Anadolu (1790-1791) i de Rumèlia (1794-1798) i xaikh al-Islam (21 de maig de 1803 a 14 de setembre de 1806) sent rellevat a petició pròpia després de la renúncia del sultà a les reformes. Nomenat per segon cop el 15 d'agost de 1808 fins al 22 de novembre de 1808, i enviat a Manisa per seguretat. Va tornar després a Istanbul on va morir el 1814.